# Theme Park World
Theme Park World (également commercialisé sous le nom de Sim Theme Park) est un jeu de gestion de parc à thèmes. Il s'agit du second opus de la série Theme Park, créée par Peter Molyneux. Le jeu fut développé par la société Bullfrog Productions et édité par Electronic Arts.

## Système de jeu
Le joueur y incarne un gestionnaire de parc d'attractions. L'objectif est de développer quatre parcs à thèmes, en construisant des attractions, en embauchant des mécaniciens, des balayeurs, des animateurs ou encore en plaçant judicieusement les caméras de surveillance. Une des innovations du jeu était, hormis le fait d'être le premier jeu de gestion de parcs à thèmes en 3D, de permettre au joueur de se promener virtuellement dans son parc ou encore de tester ses attractions. La progression se fait grâce à un système de « tickets d'or » qui permettent au joueur de débloquer de nouveaux éléments (par exemple une nouvelle attraction) et de « clés d'or » qui permettent d'accéder à d'autres parcs d'attraction. Les tickets d'or sont obtenus en atteignant certains objectifs (par exemple construire des montagnes russes d'une certaine hauteur). Les clés d'or sont obtenues en gagnant des tickets d'or.
On retrouve dans ce jeu l'univers classique et les particularités des jeux de la série Theme (Theme Park, Theme Hospital…), à travers la présence de personnages aux caractéristiques bien particulières à cette série (gros yeux…), d'un personnel dont les salaires varient selon les compétences de l'employé ou encore avec le conseiller qui vous donne des informations et des conseils sur l'état de votre parc et sa gestion.

## Accueil
- Jeuxvideo.com : 15/20 (PS2)[1]
- Joypad : 7/10 (PS2)[2]